# Dekanat Narew
Dekanat Narew – jeden z 6 dekanatów diecezji warszawsko-bielskiej Polskiego Autokefalicznego Kościoła Prawosławnego.

## Historia
Dekanat utworzono w 1962.

## Parafie
W skład dekanatu wchodzi 6 parafii:
- parafia Wniebowstąpienia Pańskiego w Klejnikach
  - cerkiew Wniebowstąpienia Pańskiego w Klejnikach
  - cerkiew Przemienienia Pańskiego w Klejnikach
  - cerkiew św. Mikołaja w Koźlikach
  - kaplica św. Mikołaja Cudotwórcy w Klejnikach
  - kaplica Świętych Borysa i Gleba w Kożynie
- parafia św. Apostoła Jakuba w Łosince
  - cerkiew św. Apostoła Jakuba w Łosince
  - kaplica św. Jerzego w Łosince
- parafia Podwyższenia Krzyża Pańskiego w Narwi
  - cerkiew Podwyższenia Krzyża Pańskiego w Narwi
  - cerkiew Kazańskiej Ikony Matki Bożej w Narwi
  - cerkiew św. Jana Teologa w Odrynkach
  - kaplica św. Jana Złotoustego w Rybakach
- parafia Opieki Matki Bożej w Puchłach
  - cerkiew Opieki Matki Bożej w Puchłach
  - kaplica św. Proroka Eliasza w Socach
- parafia św. Michała Archanioła w Trześciance
  - cerkiew św. Michała Archanioła w Trześciance
  - kaplica Ofiarowania Przenajświętszej Bogurodzicy w Trześciance
- parafia św. Ewangelisty Łukasza w Tyniewiczach Dużych
  - cerkiew św. Ewangelisty Łukasza w Tyniewiczach Dużych